# Paizay-le-Sec
Paizay-le-Sec è un comune francese di 467 abitanti situato nel dipartimento della Vienne nella regione della Nuova Aquitania.

## Società

### Evoluzione demografica
Abitanti censiti